# Schemat Hornera
Schemat Hornera – wspólna nazwa dwóch algorytmów:
1. obliczania wartości dowolnego wielomianu o jednej zmiennej:
{\displaystyle w(x)=w_{0}+w_{1}x+w_{2}x^{2}+\ldots +w_{n-1}x^{n-1}+w_{n}x^{n};}
2. dzielenia takiego wielomianu przez dwumian liniowy i moniczny, tj. postaci {\displaystyle x-a.} Schemat Hornera to znajdowanie wielomianu {\displaystyle q} i liczby {\displaystyle r} w tożsamości[1]:
{\displaystyle w(x)=q(x)(x-a)+r.}

Schemat Hornera wykorzystuje minimalną liczbę mnożeń. Dzięki jego rekurencyjnej postaci łatwo go zaimplementować w językach programowania, które umożliwiają stosowanie funkcji rekurencyjnych.
Nazwa tego algorytmu upamiętnia Williama Hornera, który opisał go w 1819 roku. Znali go już jednak matematycy chińscy w XIII wieku, a na początku XIX wieku także Paolo Ruffini. Nazwa upamiętniająca Hornera upowszechniła się jeszcze w XIX wieku, do czego przyczynił się Augustus De Morgan.
Dla dzielenia wielomianu przez dwumian {\displaystyle 3x-6} można stosować schemat Hornera, jeżeli najpierw podzieli się dwumian i wielomian przez 3. Nie dotyczy on jednak dzielenia przez dwumiany stopni wyższych niż jeden, np. przez {\displaystyle 4x^{2}-1.} Schemat Hornera obliczania wartości wielomianu uogólniono na wielomiany wielu zmiennych.

## Obliczanie wartości

### Wstęp
Jeśli dany jest wielomian {\displaystyle w(x)=w_{0}+w_{1}x+w_{2}x^{2}+\ldots +w_{n-1}x^{n-1}+w_{n}x^{n},} to obliczając jego wartość dla zadanego {\displaystyle x} bezpośrednio z podanego wzoru, należy wykonać:
- {\displaystyle n} dodawań;
- znaczącą liczbę mnożeń:

{\displaystyle 1+2+3+\ldots +(n-1)+n={\frac {n(n+1)}{2}}.}
Wielomian ten można jednak przekształcić, korzystając z rozdzielności mnożenia względem dodawania:
{\displaystyle w(x)=w_{0}+x(w_{1}+x(w_{2}+\ldots +x(w_{n-1}+xw_{n})\ldots )).}
Sprawia to, że wystarczy jedynie {\displaystyle n} mnożeń i {\displaystyle n} dodawań.

### Przykład
Obliczanie wartości {\displaystyle w(2)} wielomianu opisanego wzorem {\displaystyle w(x)=4x^{3}-5x^{2}+7x-20}:
{\displaystyle {\begin{aligned}w(x)&=x(4x^{2}-5x+7)-20=\\&=x(x(4x-5)+7)-20,\\w(2)&=2(2(4\cdot 2-5)+7)-20=\\&=2(2(8-5)+7)-20=\\&=2(2\cdot 3+7)-20=\\&=2(6+7)-20=\\&=2\cdot 13-20=\\&=26-20=6.\\\end{aligned}}}
Obliczenia te można też zapisać w tabeli, ograniczając powtórzenia współczynników wielomianu, jego argumentu, nawiasów, znaków działań i równości:
| współczynniki wielomianu | 4 | −5       | 7        | −20          |
| ------------------------ | - | -------- | -------- | ------------ |
| iloczyny                 |   | 2×4 = 8  | 2×3 = 6  | 2×13 = 26    |
| sumy                     |   | −5+8 = 3 | 7+6 = 13 | −20 + 26 = 6 |

### Algorytm
Dany wielomian
{\displaystyle w(x)=a_{0}+a_{1}x+a_{2}x^{2}+a_{3}x^{3}+\ldots +a_{n-2}\,x^{n-2}+a_{n-1}x^{n-1}+a_{n}x^{n}}
przekształcamy do postaci
{\displaystyle w(x)=a_{0}+x(a_{1}+x(a_{2}+\ldots +x(a_{n-2}+x(a_{n-1}+xa_{n}))\ldots )).}
Następnie definiujemy:
{\displaystyle {\begin{aligned}b_{n}&:=a_{n},\\b_{n-1}&:=a_{n-1}+b_{n}x,\\b_{n-2}&:=a_{n-2}+b_{n-1}x\\&\;\dots \\b_{0}&:=a_{0}+b_{1}x.\end{aligned}}}
Tak otrzymane {\displaystyle b_{0}} będzie równe {\displaystyle w(x)}.
Rzeczywiście, jeśli podstawimy kolejno {\displaystyle b_{n},\ \dots ,\ b_{0}} do tego wielomianu, otrzymamy
{\displaystyle {\begin{aligned}w(x)&=a_{0}+x(a_{1}+x(a_{2}+\ldots x(a_{n-2}+x(a_{n-1}+b_{n}x))))=\\&=a_{0}+x(a_{1}+x(a_{2}+\ldots x(a_{n-2}+b_{n-1}x)))=\\&\dots \\&=a_{0}+xb_{1}=\\&=b_{0}.\end{aligned}}}

## Dzielenie wielomianu przez dwumian

### Schemat
Dowolny wielomian {\displaystyle w} można podzielić z resztą przez dwumian {\displaystyle x-a}. Innymi słowy, jeśli:
{\displaystyle w(x)=a_{n}x^{n}+a_{n-1}x^{n-1}+\ldots +a_{1}x+a_{0},}
to istnieją wielomian {\displaystyle B} stopnia {\displaystyle n-1} i liczba {\displaystyle r} takie, że:
{\displaystyle {\begin{aligned}w(x)&=(x-a)B(x)+r,\\w(x)&=a_{n}x^{n}+a_{n-1}x^{n-1}+\ldots +a_{1}x+a_{0}=\\&=(x-a)(b_{n-1}x^{n-1}+b_{n-2}x^{n-2}+\ldots +b_{1}x+b_{0})+r.\end{aligned}}}
Po wymnożeniu i porównaniu współczynników obu stron mamy:
{\displaystyle {\begin{aligned}b_{n-1}&=a_{n}\\b_{n-2}&=a_{n-1}+ab_{n-1},\\b_{n-3}&=a_{n-2}+ab_{n-2},\\&\dots ,\\b_{0}&=a_{1}+ab_{1},\\r&=a_{0}+ab_{0}.\end{aligned}}}

### Przykład
Niech {\displaystyle w(x)=5x^{3}-7x^{2}+3x-3}. Dzielenie tego wielomianu przez dwumian {\displaystyle x-2} można zapisać w tabeli:
- pierwszy wiersz zawiera wszystkie – również zerowe – współczynniki wielomianu {\displaystyle w;}
- dolny wiersz zawiera wyniki obliczeń według reguły danej wyżej:

| współczynniki licznika {\displaystyle w} | 5 | −7 | 3 | −3 |
| iloczyny                                 |   | 10 | 6 | 18 |
| współczynniki ilorazu {\displaystyle B}  | 5 | 3  | 9 | 15 |

Prawie wszystkie elementy dolnego wiersza – oprócz ostatniego – to współczynniki wielomianu {\displaystyle B,} a ostatni element, czyli skrajnie prawy, to reszta z dzielenia:
{\displaystyle w(x)=(x-2)(5x^{2}+3x+9)+15.}
Przy okazji można zauważyć, że jest to dowód wniosku z twierdzenia Bézouta o tym, że reszta r równa się {\displaystyle w(2).}

## Inne zastosowania

### Rozkład względem potęg dwumianu
Rozpatrzmy, co będzie, jeżeli wielomian {\displaystyle w(x)} będziemy dzielić wielokrotnie przez {\displaystyle x-a,} otrzymując za każdym razem pewien wielomian {\displaystyle B_{j}} i resztę {\displaystyle r_{j}{:}}
{\displaystyle {\begin{aligned}w(x)&=(x-a)B(x)+r=\\&=(x-a){\Bigl (}(x-a)B_{1}(x)+r_{1}{\Bigr )}+r=\\&=(x-a)^{2}B_{1}(x)+r_{1}(x-a)+r=\\&=(x-a)^{2}{\Bigl (}(x-a)B_{2}(x)+r_{2}{\Bigr )}+r_{1}(x-a)+r=\\&=(x-a)^{3}B_{2}(x)+r_{2}(x-a)^{2}+r_{1}(x-a)+r,\\&\dots \\w(x)&=r_{n}(x-a)^{n}+r_{n-1}(x-a)^{n-1}+\ldots +r_{2}(x-a)^{2}+r_{1}(x-a)+r.\end{aligned}}}
Otrzymaliśmy więc rozkład wielomianu {\displaystyle w(x)} względem potęg dwumianu {\displaystyle x-a.} Taki rozkład można otrzymać, stosując schemat Hornera kolejno do {\displaystyle w(x),\ B(x),\ B_{1}(x),\ \dots ,\ B_{n-1}(x)} i biorąc reszty jako współczynniki (im później jest otrzymana reszta, tym przy większej potędze jest ona współczynnikiem).

### Obliczanie wartości znormalizowanych pochodnych w punkcie
Dany wielomian
{\displaystyle w(x)=(x-\alpha )^{j}v(x)+r(x),}
gdzie {\displaystyle r(x)} jest stopnia mniejszego niż {\displaystyle j.} Po {\displaystyle j}-krotnym zróżniczkowaniu i podstawieniu {\displaystyle \alpha {:}}
{\displaystyle w^{(j)}(\alpha )=j!v(\alpha ).}
Z tego wynika, że {\displaystyle v(\alpha )} jest {\displaystyle j}-tą znormalizowaną pochodną wielomianu {\displaystyle W(x)} w punkcie {\displaystyle \alpha {:}}
{\displaystyle v(\alpha )={\frac {w^{(j)}(\alpha )}{j!}}.}
Współczynniki wielomianu {\displaystyle v} i wartości {\displaystyle v} w punkcie {\displaystyle \alpha } obliczamy dzieląc wielomian {\displaystyle W} i kolejno otrzymywane ilorazy przez dwumian {\displaystyle x-\alpha {:}}
{\displaystyle {\frac {w(x)}{(x-\alpha )^{k}}}\quad {}} dla {\displaystyle k=1,\dots ,j-1.}
Algorytm Hornera dla obliczania początkowych {\displaystyle m\leqslant n} elementów {\displaystyle {\frac {w^{(j)}(x)}{j!}}} wymaga {\displaystyle (m+1)\left(n-{\frac {m}{n}}\right)} dodawań i mnożeń.

## Uogólnienie na abstrakcyjny pierścień wielomianów
Schematy podane wyżej można uogólnić na przypadek abstrakcyjnego pierścienia wielomianów. Niech {\displaystyle K} będzie dowolnym ciałem, a {\displaystyle K[x]} będzie jego pierścieniem wielomianów. Jeśli
{\displaystyle f(x)=a_{n}x^{n}+a_{n-1}x^{n-1}+\ldots +a_{1}x+a_{0}\in K[x],}
to współczynniki ilorazu
{\displaystyle b_{n-1}x^{n-1}+\ldots +b_{1}x+b_{0},}
otrzymanego z dzielenia {\displaystyle f} przez {\displaystyle x-a,\;a\in K} spełniają zależność:
{\displaystyle b_{n-1}=a_{n},\;b_{k}=a_{k+1}+cb_{k+1}}
dla {\displaystyle k=0,\;1,\;\dots ,\;n-2;} reszta z tego dzielenia – równa {\displaystyle f(a)} – wynosi
{\displaystyle a_{0}+ab_{0}.}